# Klesa
Kleśā es una palabra en sánscrito, el concepto budista en los textos más antiguos se refiere generalmente a estados mentales que de manera temporal nublan la mente y se manifiestan en acciones negativas para el karma y nos llevan a duḥkha (el sufrimiento). Con el tiempo, Klesa se ha asociado con la raíces profundas de la existencia del samsara.
En el ciclo Karmico, los Klesa son activados por las semillas causales (Bījā), que son las "huellas" o potenciales que activan los klesa una y otra vez. Por su naturaleza, los klesa son las raíces del sufrimiento de los seres sintientes al causar perturbaciones en la mente (citta), generando patrones negativos que se manifiestan como pensamientos, emociones y acciones que motivan acciones kármicas, que a su vez generan nuevos bīja que alimentan y perpetúan el ciclo Karmico.

## En la literatura budista
El Sutta-pitaka no ofrece una lista de Kilesa, pero en el Dhammasangani del Abhidhamma Pitaka (Dhs. 1229ff.) y en el Vibhanga (Vbh. XII) así como en el comentario theravada post canónico Visuddhimagga (Vsm. XXII 49, 65) aparecen enumerados diez (dasa kilesa-vatthūni):
1. avidez (lobha)
2. odio (dosa)
3. engaño (moha)
4. engreimiento (māna)
5. visión incorrecta (micchādiṭṭhi)
6. duda (vicikicchā)
7. letargo (thīnam)
8. inquietud (uddhaccam)
9. desvergüenza (ahirikam)
10. imprudencia (anottappam)[1]

El Vibhanga también incluye un listado de ocho (attha kilesa-vatthūni) compuesta por los ocho primeros del listado.
En el budismo Mahayana, los tres principales Klesa (mula kleśa) de los doce Nidānas son:
1. Ignorancia (pali: avijjā; sánscrito: Avidyā; Tibetano: ma rig pa)
2. Odio o aversión(pali: dosa; sánscrito: Dvesha); Tibetano:	ཞེ་སྡང (Wylie: zhe sdang;THL: shyédang)
3. Deseo o Avidez (pali: lobha; https://en.wikipedia.org/wiki/Raga_(Buddhism) (Sanskrit, also rāga; Pali lobha; Tibetan: 'dod chags)

Estos tres mula kleśa se conocen en castellano como los Tres venenos o los Tres fuegos y están simbolizados en http://www.budismo.com/articulos/rueda.php (enlace roto disponible en Internet Archive; véase el historial, la primera versión y la última). (herramienta de estudio del budismo tibetano y Bön).